# Lecontes gors
Lecontes gors (Ammospiza leconteii synoniem: Ammodramus leconteii) is een vogelsoort uit de familie Emberizidae.

## Kenmerken
Lecontes gors is lichtoranje met bruine strepen op zijn rug. Zijn kop is oranje met een bruine streep in het midden. Hij is ongeveer twaalf centimeter lang en zijn spanwijdte is ongeveer achttien centimeter. Hij weegt ongeveer twaalf tot zestien gram.

## Verspreiding en leefgebied
Deze soort komt voor in Canada en de Verenigde Staten.